# Fannia ringdahlana
Fannia ringdahlana är en tvåvingeart som beskrevs av Collin 1939. Fannia ringdahlana ingår i släktet Fannia och familjen takdansflugor. Arten är reproducerande i Sverige. Inga underarter finns listade i Catalogue of Life.